# 马来西亚投资发展局
马来西亚投资发展局，简称MIDA或马投局，前身为马来西亚工业发展局。此机构成立于1967年，隶属于马来西亚联邦政府，主要负责推动国内外对马来西亚制造业和服务业的投资、促进与工业发展相关的各机构间的信息交流、规划马来西亚的工业发展等。 现任主席为阿都玛吉，而首席执行官为阿兹曼玛目。